# Diospyros lolin
Diospyros lolin är en tvåhjärtbladig växtart som beskrevs av Bakh. Diospyros lolin ingår i släktet Diospyros och familjen Ebenaceae. Inga underarter finns listade i Catalogue of Life.